# Global Atmospheric Research Program
Das Global Atmospheric Research Program (GARP) war ein von 1967 bis 1982 laufendes internationales Forschungsprogramm. 
Die Führung hatte die World Meteorological Organization und der International Council of Scientific Unions, den Vorsitz hatte Jule Charney. Zu den wesentlichen, im Rahmen dieses Forschungsprogramms durchgeführten Experimenten zählen das GARP Atlantic Tropical Experiment von 1974 und das ALPine EXperiment (ALPEX) von 1982. 
Unterstützt von 40 Schiffen und 13 Flugzeugen waren über 4000 Forscher am Projekt beteiligt.
Wegweisend war der Einsatz von Erdbeobachtungssatelliten, sowie von Computern, mit deren Hilfe globale Strömungsmuster erstmals simuliert wurden. Die Ergebnisse der durchgeführten Experimente verbesserten die Qualität der numerischen Wettervorhersage signifikant. 